# Kostel svaté Maří Magdalény (Rousínov)
Římskokatolický filiální kostel svaté Maří Magdalény  v Rousínově byl postaven roku 1699. První kaple sv. Marie Magdalény byla zbudovaná na témže místě pravděpodobně již v 15. století.
Do roku 2006/2007 byl farním kostelem Rousínov u Vyškova. Po zrušení farnosti Rousínovec byl z něj farní status přesunut na kostel svatého Václava v Rousínovci.

## Historie
Kostel byl postaven v místě kaple po roce 1699. Prokazatelně ho navrhl a zbudoval italský barokní architekt Domenico Martinelli. Kostel původně disponoval třemi velkými zvony, a malým umíráčkem. Za první světové války kostel přišel o své tři velké zvony, které byly v období první republiky doplněny, vzápětí však během druhé světové války v dubnu 1943 byly i tyto zvony zabaveny pro vojenské účely. V roce 1968 byl doplněn jeden ze tří zvonů, zvon Sušilův. V roce 1991 došlo k doplnění i zbylých dvou velkých zvonů, sv. Anežky a sv. Zdislavy, a to z daru manželů Antonína a Anežky Bubniakových z Rousínova. Zvony byly před instalací do kostelní věže slavnostně posvěceny na rousínovském Sušilově náměstí brněnským biskupem Vojtěchem Cikrlem.

## Galerie

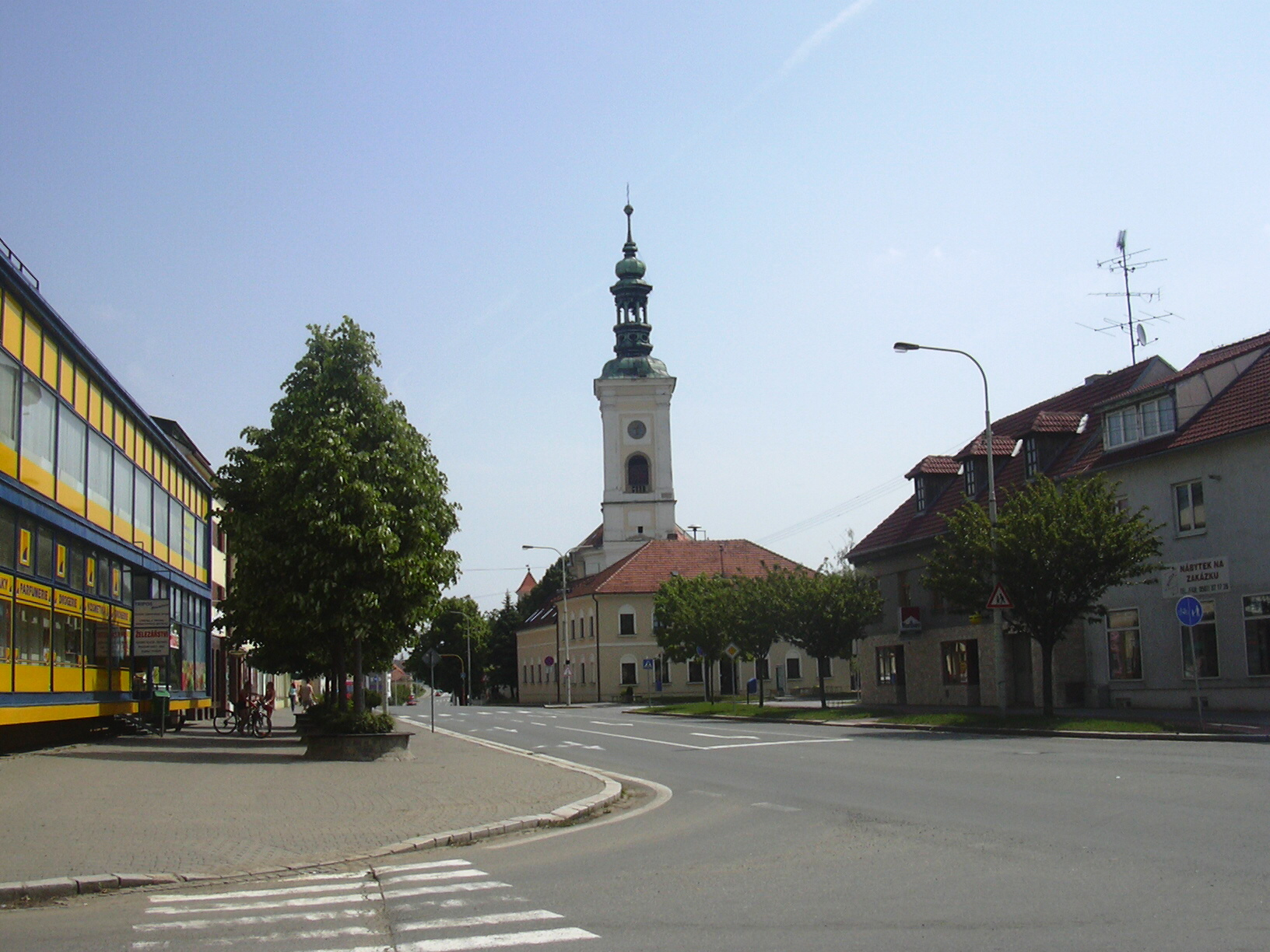
Pohled od náměstí, rok 2007
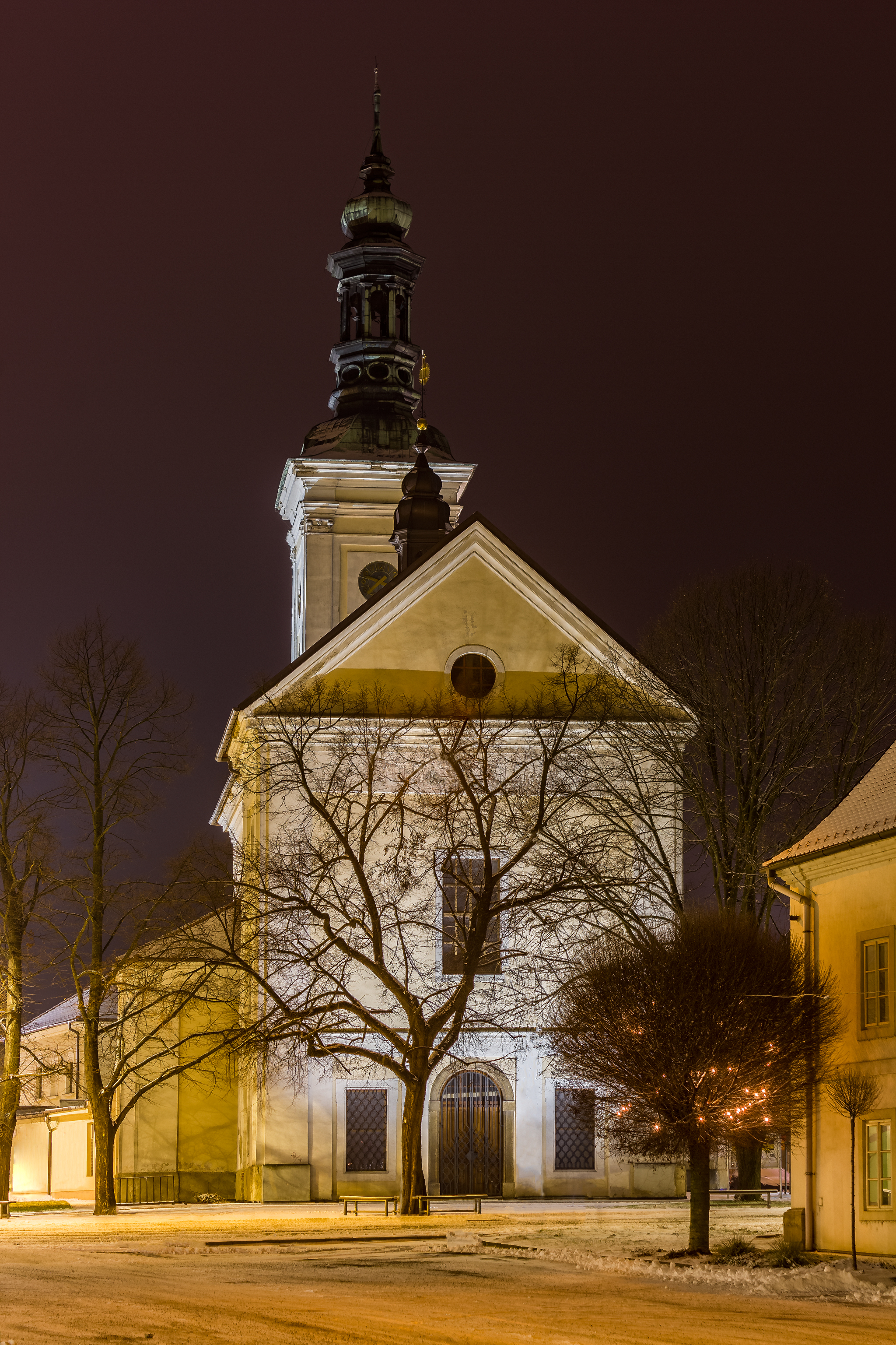
Noční zimní fotografie, pohled od náměstí, leden 2016
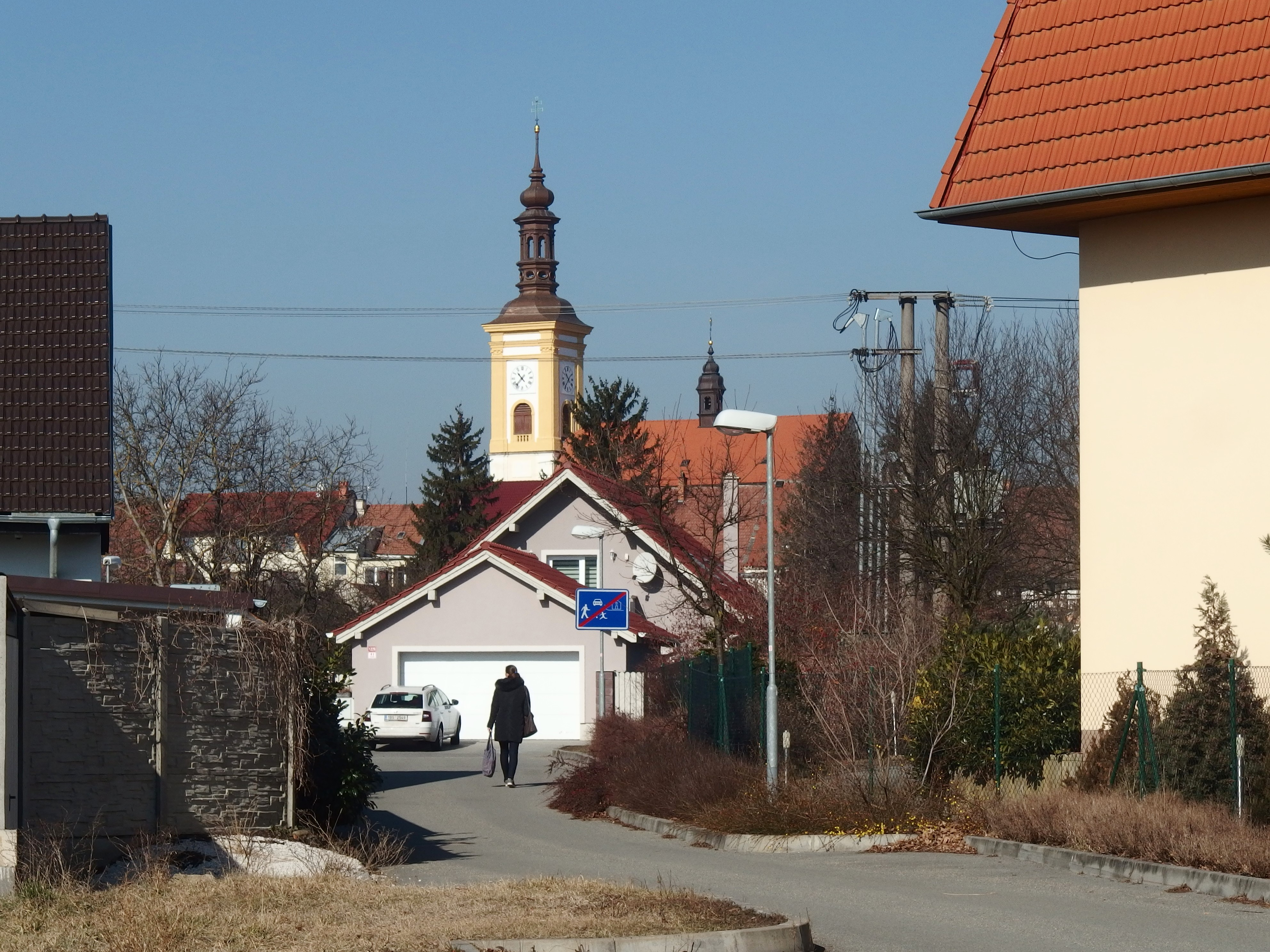
Pohled z ulice Louky
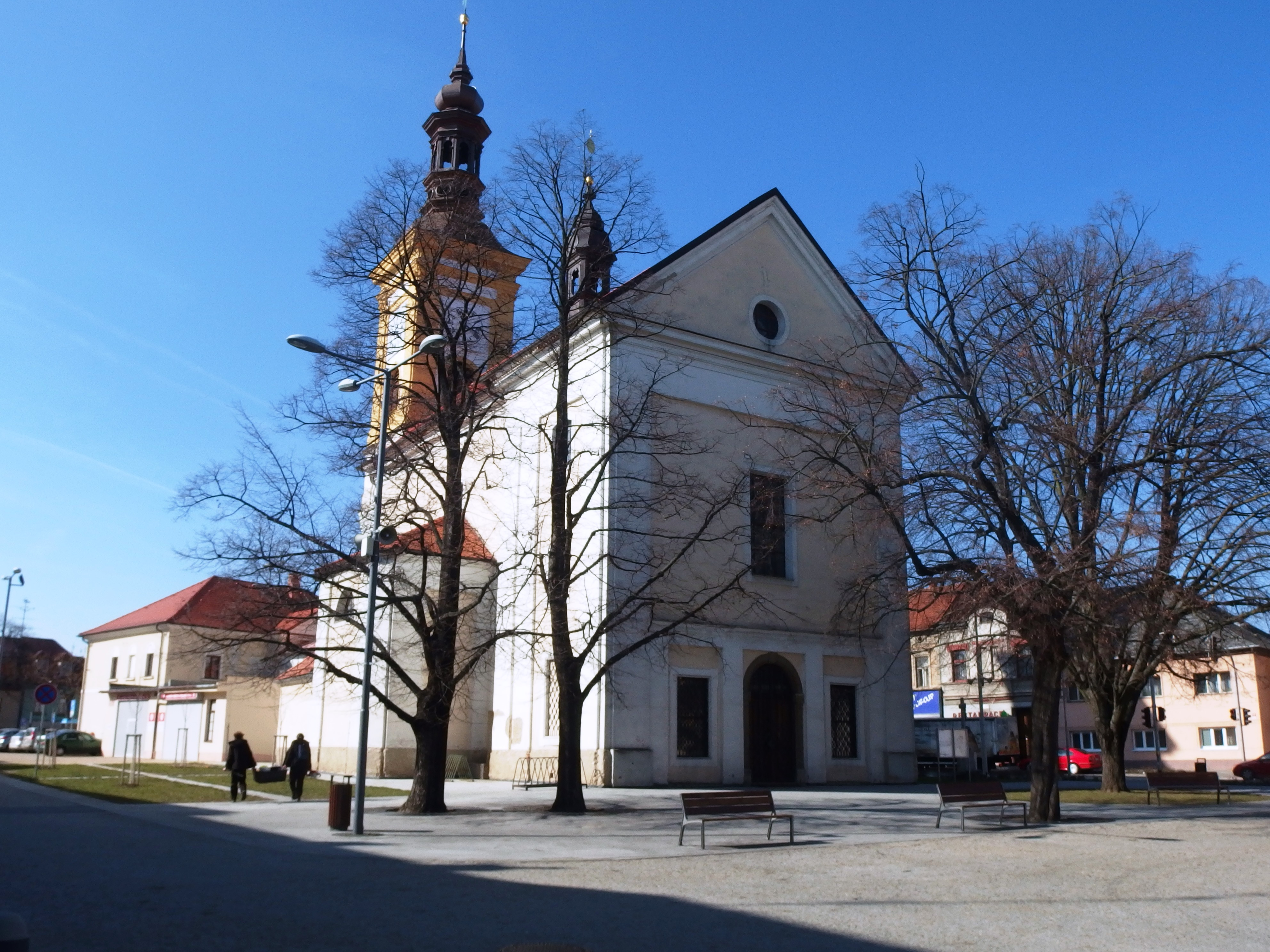
Východní fasáda